# Xã Dewald, Quận Nobles, Minnesota
Xã Dewald (tiếng Anh: Dewald Township) là một xã thuộc quận Nobles, tiểu bang Minnesota, Hoa Kỳ. Năm 2010, dân số của xã này là 254 người.